# Tsartlip
Die Tsartlip First Nation oder Tsarlip sind eine der auf Vancouver Island lebenden First Nations der pazifischen Küste Kanadas. Dabei sind sie eine der fünf First Nations um Victoria, die die Saanich Nation bilden. Ihre Häuser stehen an der Brentwood Bay. Sie sind eine der fünf Wohnhausgruppen oder „Familien“ der Saanich, zu denen neben den Malahat und Pauquachin (zwischen Gordon Head und Cowichan Head) auch die Tsawout (an der Saanichton Bay) und die Tseycum (an der Patricia Bay) gehören. 2006 waren 784 Menschen als Stammesangehörige anerkannt.
Sie alle gehören zur Gruppe der North Straits Salish oder Lekwungaynung sprechenden Stammesgruppe, zu denen die Saanich, die Songhees und die T'sou-ke First Nation gehören. Diese wiederum gehören zu den Küsten-Salish, die zwischen Vancouver Island und Washington leben.

## Geschichte

### Vertrag mit der Hudson’s Bay Company
1852 schloss James Douglas zwei Verträge mit den Saanich. Dabei schloss er einen am 6. Februar  mit den südlichen Saanich, also den Pauquachin und Malahat, und einen am 11. Februar mit den nördlichen Saanich – unterzeichnet von Hotutstun und 117 weiteren Personen. Gegen mehrere hundert Decken war dieser Vertrag die Grundlage, ihnen ihr Land zu nehmen, ähnlich wie schon 1850 den benachbarten Songhees.

### Reservate
Die 784 Tsartlip (2006) leben bis heute im 1877 zugewiesenen Reservat, das wiederum auf den Vertrag von 1852 zurückgeht. Dort befinden sich heute 118 Häuser.

### Häuptlingsdynastie Paul
Einer der bekanntesten Wrestler (eher Grappler) indianischer Abstammung wurde der 1896 geborene Jean Baptiste Paul, der ab 1935 als Chief Thunderbird auftrat. Er war der Sohn des Häuptlings Tommy Paul, der wiederum der Sohn des Häuptlings Ben Paul war. Seine sportliche Karriere begann am Indian college in Tacoma, wobei er zunächst 1933 als Boxer bekannt wurde. In Großbritannien wurde er durch seine Tourneen (1951–1952 und 1954–1955) bekannt, weil er als Wrestler im Häuptlingsornat und unter Trommeln auftrat. Gegenüber der BBC äußerte er: „You must have kept all your nice people here - and sent your mean whites to my country. Because they certainly wound up stealing it from us Indians.“ 1955 beendete er seine Karriere. Zu Ehren des am 23. November 1966 Verstorbenen wurde ein eigener Totempfahl errichtet.
Sein Sohn Philip Paul (1933 bis 1992) besuchte die Kuper Island Residential School (vgl. Überblicksartikel), das St. Louis College und die North Saanich High School. Er wurde, wie sein Vater, Häuptling und war Mitgründer der Southern Vancouver Island Federation, der Union of British Columbia Indian Chiefs und der National Indian Brotherhood. 1967 wurde er Direktor für Native Studies am Institute of Adult Studies (später Camosun College genannt). 1971 bis 1975 arbeitete er vor allem als Director of Land Claims Research, wobei er sich  mit den Landforderungen der Indianer befasste. 1975 bis 1980 stand er an der Spitze der Verwaltung bzw. der Bildungsabteilung des Häuptlingsverbunds. Ab 1980 leitete er den Saanich Indian School Board, um an diesen Schulen „das beste aus beiden Welten“ zu lehren.

## Aktuelle Situation
Die Tsartlip First Nation versucht derzeit am energischsten ihre Souveränität zu pflegen. Dazu gehört die wirtschaftliche Unabhängigkeit, wozu das Arbutus-Projekt ins Leben gerufen wurde. Dieses Resort soll nach fünf Jahren Bauzeit fertiggestellt sein. Allan Claxton von der Tsawout First Nation konnte im März 2007 verkünden, dass nach einer Abstimmung, bei der 232 für, 70 gegen das Projekt stimmten, und 2 Stimmen ungültig waren, eine Rückgabe der Landrechte und der Verwaltung erfolgen kann. Damit werden alle die Bodenadministration betreffenden Bereiche des Indianergesetzes (Indian Act) aufgehoben und eine autonome Verwaltung eingesetzt.
Dies ist deshalb möglich, weil die Verträge von 1852 nie ihre Gültigkeit verloren haben. Prinzipiell haben die betreffenden Stämme weitgehende Souveränitätsrechte in ihren Gebieten. Das betrifft selbst scheinbar abgelegenste Bestimmungen, wie das in Kanada gültige Nachtjagdverbot. 2006 konnten sich Tsartlip-Jäger mit Erfolg darauf berufen.
Wie viele Indianerstämme, so versuchen auch die Tsartlip ihr kulturelles Erbe zu schützen. Dennoch kommt es immer wieder zu Vandalismus oder Diebstählen, wie im August 2007, als von Mayne Island eine steinerne Schale oder ein Mörser, möglicherweise zum Mahlen von Getreide, deren Alter auf 2000 bis 4000 Jahre geschätzt wird, verschwand.
Der Weitergabe ihres kulturellen Erbes dient vor allem die Einrichtung von eigenen Schulen, wie der LÁU,WELNEW Tribal School auf dem Gebiet der Tsartlip. Sie wird von den Pauquachin, Tsawout und Tseycum mitgetragen. 1989 eröffnet, werden dort mittlerweile knapp 200 Schüler unterrichtet.